# ماريون كوكس
ماريون كوكس (بالإنجليزية: Marion Cox)‏ هو مالك فريق ناسكار ‏ أمريكي، ولد في 2 أكتوبر 1920 في كارولاينا الجنوبية في الولايات المتحدة، وتوفي في 13 أكتوبر 1996 في هيمنغواي في الولايات المتحدة بسبب مرض آلزهايمر.